# Biblioteka Borussii
Biblioteka „Borussii” – seria wydawnicza Stowarzyszenia Wspólnota Kulturowa Borussia.

## Prace
- Mieczysław Orłowicz „Ilustrowany przewodnik po Mazurach Pruskich i Warmii”, wyd.: 1991.
- Toeppen Max „Historia Mazur. Przyczynek do dziejów krainy i kultury pruskiej.”, przełożyła Małgorzata Szymańska-Jasińska, w opracowaniu Grzegorza Jasińskiego. wyd.: 1995
- Andrzej Kopacki „Stan przejścia”, wyd.: 2002.
- Robert Traba „Kraina tysiąca granic”. Szkice o historii i pamięci”, wyd.: 2003.
- Alicja Bykowska-Salczyńska „Baby pruskie”, wyd.: 2003.
- Wojciech Marek Darski „Wiadomości zza świata „,wyd.: 2003.
- Pod redakcją Roberta Traby „Tematy polsko-białoruskie”, wyd.: 2003. Autorzy m.in.:
  - Robert Traba (historyk, pracownik UW i ISP PAN, przewodniczący stowarzyszenia WK „Borussia”, redaktor naczelny pisma „Borussia”) – Polska potrzebuje Białorusi,
  - Eugeniusz Mironowicz – Współczesne idee białoruskości,
  - Dymitr Karew (pracownik Uniwersytetu w Grodnie, profesor, dyrektor Gummanitarnyj Centr Issliedowanij Wastocznaj Jewropy) – Białoruska historiografia i ewolucja świadomości historycznej Białorusinów (od rozbiorów do lat dwudziestych XX wieku),
  - Emanuił Grigoriewicz Ioffe (profesor Białoruskiego Pedagogicznego Uniwersytetu Państwowego im. M. Tanka, członek Międzynarodowej Akademii Badań Mniejszości Narodowych), Walentyn Genrichowicz Maziec (kandydat nauk historycznych, starszy pracownik naukowy w Instytucie Historii NANB) – Żydzi na Białorusi w drugim ćwierćwieczu XX wieku. Szkic z perspektywy białoruskich badań historycznych,
  - Hienadź Sahanowicz (pracownik Instytutu Historii Akademii Białorusi, założyciel i redaktor naczelny niezależnego historycznego czasopisma naukowego „Biełaruski Histaryczny Ahliad”) – Wojna z białoruską historią,
  - Sokrat Janowicz (pisarz białoruski mieszkający w Polsce, twórca stowarzyszenia „Villa Sokrates”) – Sokratki,
  - Ihar Babkou (poeta, prozaik, wykładowca Białoruskiego Uniwersytetu Państwowego oraz Uniwersytetu Humanistycznego w Mińsku; zajmuje się teorią postkolonialną i historią filozofii; główny redaktor czasopisma „Frahmenty”) – Etyka pogranicza: transkulturowość jako białoruskie doświadczenie,
  - Tamara Bołdak-Janowska (poetka, eseistka, pisarka pochodzenia białorusko-tatarskiego, członkini WK „Borussia” i stowarzyszenia „Villa Sokrates”) – Obraz z Krukiem – ku pani potężnej; ***(Jak z grubego jedwabiu lepiona ...): Obraz z liściem; – IV.88. EmGieEm – papierowy; Dziwna Brzoza; Ruch; Moja Kartka, moje białoruskie pole”.